# Futbolniy Klub Zirka
Futbolniy Klub Zirka é um time profissional de futebol da Ucrânia, participante da primeira liga.